# Chartreuse
För andra betydelser, se Chartreuse (olika betydelser).

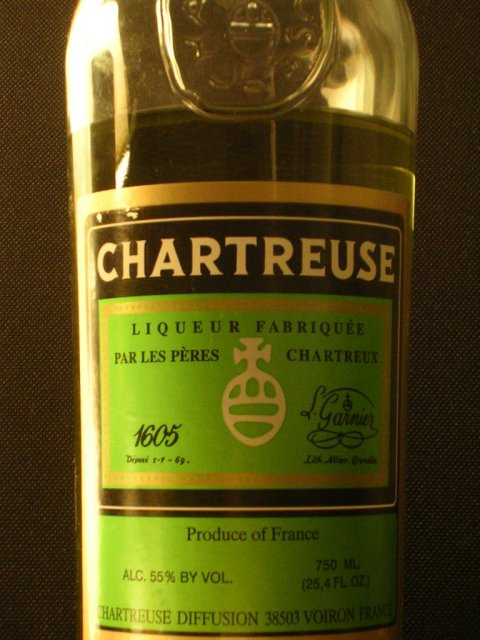
En flaska grön Chartreuse.

Chartreuse är en fransk likör, som tillverkas efter ett sedan 400 år hemligt recept av Kartusianmunkarna i Chartreuse utanför Grenoble, Frankrike. Den innehåller 130 olika örter, samt vatten och socker. Den ört som sägs ge likören dess karakteristiska smak är kvanne.
Grön Chartreuse har en alkoholhalt på 55 %, och Gul Chartreuse 40 %.